# Миза Маарду
Миза Маарду (ест. Maardu mõis) — помістя в Маарду, повіт Гар'юмаа, Естонія

## Історія
Перші відомості щодо цієї мизи відносяться до 1397 р. В XVII ст. миза належала родині фон Таубе, а з 1663 р. до початку XVIII ст. — фон Ферзенам. Ризький губернатор Фабіан фон Ферзен в 1660-х роках спорудив двоповерховий кам’яний будинок у стилі бароко, який дійшов до наших днів. Будинок, створений за проєктом Якоба Штаеля фон Гольштейна, нагадує будинки садиб Палмсе та Аа, споруджені в XVII ст., але він, на відміну від останніх, пережив Північну війну.
Садибу, яка після Північної війни належала господарській службі російської імператриці Катерини І, в 1729 р. придбав Герман Йєнсен Бон, а в 1747 р. вона перейшла у власність дворянського роду фон Бревернів. Дещо перебудований (зокрема, подовжений) в XIX ст. панський будинок в 1919 р. було експропрійовано у Отто фон Бреверна. Пізніше в будинку діяла початкова школа, а згодом – центр відділення радгоспу «Костівере». 
В 1976-1979 рр. мизу було реставровано за сприяння радгоспу «Костівере», після чого вона функціонувала як представницький будинок – спочатку радгоспу, а потім Талліннської зразкової птахофабрики.
З 1992 р. належить Банку Естонії. Миза, вдруге відреставрована в 1990-тих роках, використовується як навчальний центр, де проводяться семінари і урочисті заходи.